# Charm School
Charm School – ósmy album studyjny szwedzkiej grupy pop-rockowej Roxette, wydany 11 lutego 2011 roku. Jest to pierwszy album studyjny grupy wydany po dziesięcioletniej przerwie (poprzedni to Room Service z 2001 roku). Był promowany trasą koncertową Charm School World Tour którą obejrzało ok. 800 tys. osób. Płytę promował singiel „She’s Got Nothing On (But the Radio)”.

## Lista utworów
Dotyczy wersji podstawowej albumu.
1. „Way Out” – 2:46
2. „No One Makes It on Her Own” – 3:43
3. „She’s Got Nothing On (But the Radio)” – 3:34
4. „Speak to Me” – 3:42
5. „I’m Glad You Called” – 2:48
6. „Only When I Dream” – 3:51
7. „Dream On” – 3:09
8. „Big Black Cadillac” – 3:05
9. „In My Own Way” – 3:30
10. „After All” – 3:15
11. „Happy on the Outside” – 3:39
12. „Sitting on the Top of the World” – 3:55